# Joseph O’Neill

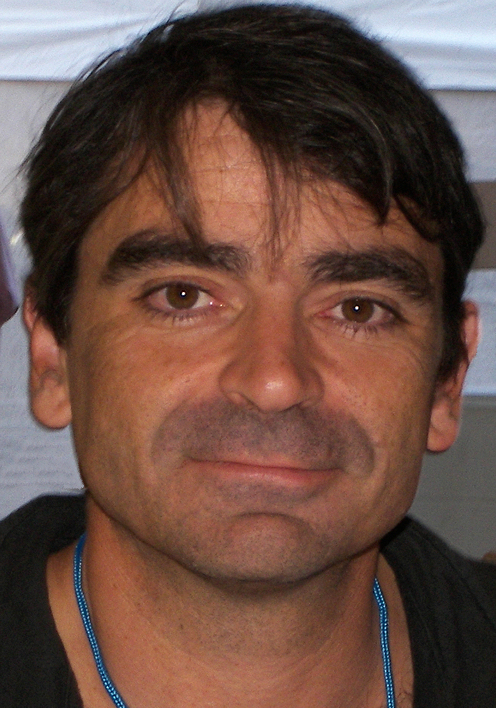
Joseph O'Neill (2010)

Joseph O’Neill (* 23. Februar 1964 in Cork, Irland) ist ein irischer Schriftsteller. Für seinen Roman Niederland erhielt er 2009 den Kerry Group Irish Fiction Award und den PEN/Faulkner Award for Fiction.

## Die Großväter
O’Neill ist halb irischer, halb türkischer Abstammung. Beide Großväter gerieten während des Zweiten Weltkriegs unter seltsamen Umständen in Gefangenschaft, das Thema seines bisher einzigen Sachbuchs Blood-Dark Track. Der türkische Großvater mütterlicherseits, Joseph Dakad, war unter dem Vorwurf, für die Deutschen spioniert zu haben, in Palästina inhaftiert. Sein irischer Großvater väterlicherseits, James O’Neill, wurde als Mitglied der Irish Republican Army (IRA) interniert. O’Neills Eltern waren wenig mitteilsam, wenn es um die Lebensgeschichte der beiden Großväter ging, was sein Interesse erst recht anstachelte.
Joseph Dakad, ein syrischer Christ, besaß ein Hotel in Mersin an der türkischen Mittelmeerküste. Im Januar 1942 zerstörte ein Frost die lokale Zitrusernte, und Dakad witterte ein Geschäft, falls es ihm gelänge, Zitronen aus Palästina einzuführen. Obwohl er ein Visum hatte, wurde er auf der Rückreise an der syrischen Grenze von britischen Beamten festgehalten und dreieinhalb Jahre lang wegen Spionage eingesperrt. Ob Dakad tatsächlich spioniert hat – er pflegte engen Kontakt mit Franz von Papen, damals deutscher Botschafter in der Türkei – oder lediglich naiv war, bleibt letztlich offen.
Der andere Großvater, James O’Neill, hatte als Junge den irischen Unabhängigkeitskrieg 1918–21 miterlebt und bildete in den 1930er Jahren Kämpfer für die IRA aus, bis er fünf Jahre lang in dem berüchtigten Lager Curragh, County Kildare, interniert wurde. O’Neill geht in seinem Buch dem Verdacht nach, dass dieser Großvater an dem Mord an Vizeadmiral Henry Somerville beteiligt war, mit dem 1936 der Wiederaufstieg der IRA und lange Jahre des Terrors begannen. Zum Schluss seiner Recherche stellt sich heraus, dass der Mörder tatsächlich ein Großonkel von ihm war. So sehr er beide Großväter schätzt, versucht er zwar die Taten der beiden zu verstehen, nicht aber zu entschuldigen.
Die New York Times nahm Blood-Dark Track 2002 in ihre Liste bemerkenswerter Bücher auf; Economist und Irish Times erklärten es zum Buch des Jahres.

## Leben
Joseph O’Neills Vater lernte seine Frau in der Türkei kennen, als er in Mersin eine kleine Ölraffinerie aufbaute. Der Sohn kam nach dem Tag des Todes seines Großvaters Joseph Dakad zur Welt, weswegen er nach ihm benannt wurde. Nach Aufenthalten in Südafrika, Mozambique, Syrien, der Türkei und Iran wuchs Joseph O’Neill ab 1970 in den Niederlanden auf. Er besuchte das Französische Lycée und die Britische Schule in Den Haag, während sein Vater die meiste Zeit auf Anlagenbau-Projekten im Ausland verbrachte. „Für diejenigen unter uns [Schülern], die aus zwei nicht-britischen Ländern stammten, lagen die Dinge dreifach unklar, oder eher vierfach wenn man, wie ich und meine Geschwister, Niederländisch sprach und viele Jahre mit niederländischen Freunden verbrachte; und schließlich fünffach kompliziert, wenn man, zusätzlich zu den erwähnten Komplexitäten, zu Hause Französisch sprach.“
Joseph O’Neill studierte Jura am Girton College, Cambridge und nicht etwa Anglistik, weil ihm „die Literatur zu kostbar war“ und er sie sich als Hobby bewahren wollte. Seine Abschlussarbeit schrieb er über das Thema, ob die IRA berechtigt sei zu töten. Erst sehr viel später gestand ihm sein Vater, dass er selbst Mitglied der IRA gewesen war. Nachdem Joseph O’Neill sich ein Jahr freigenommen hatte, um seinen ersten Roman zu schreiben, wurde er barrister, ein bei höheren Gerichten zugelassener Anwalt, und praktizierte zehn Jahre lang in London am Temple vor allem im Wirtschaftsrecht.
Seit 1998 lebt O’Neill in New York. Er ist mit der Vogue-Redakteurin Sally Singer verheiratet, die seinen zweiten Roman ablehnte, als sie als Lektorin bei dem Verlag Farrar, Straus, and Giroux arbeitete. Die beiden leben mit ihren drei Söhnen im Hotel Chelsea in New York. O’Neill hat einen irischen und einen US-amerikanischen Pass. Neben Büchern schreibt er Literatur- und Kulturkritik, am regelmäßigsten für The Atlantic.

## Rezeption
O’Neill ist der Autor von vier Romanen, von denen der dritte, Netherland, 2008 veröffentlicht wurde und ihn schlagartig bekannt machte. Auf dem Titelblatt der New York Times Book Review wurde es angekündigt als das „geistreichste, wütendste, anspruchsvollste und trostloseste belletristische Werk, das bisher über das Leben in New York und London nach dem Sturz des World Trade Centers erschien“. Es wurde in die Longlist für den Man Booker Prize sowie von der New York Times in die Liste der zehn besten Bücher des Jahres 2008 aufgenommen.
Die Hauptfigur von Niederland ist der Bankanalyst Hans van den Broek, der in New York lebt. Nach den Anschlägen vom 11. September 2001 gerät seine Ehe in eine Krise, die nicht dadurch einfacher wird, dass seine Frau sie mit den politischen Verhältnissen unter Präsident George W. Bush begründet. Sie zieht mit dem gemeinsamen Sohn nach London, während van den Broek in New York bleibt und nur alle zwei Wochen die Familie besucht. An den übrigen Wochenenden entdeckt er das Cricket-Spiel wieder, das er in seiner Jugend geliebt hat. Cricket gilt in den USA als exotische Sportart, die nur von Einwanderern aus den ehemaligen Commonwealth-Nationen betrieben wird. So gerät van den Broek in eine Gemeinschaft von Jamaikanern, Indern und Pakistanern, die für ihn zum Familienersatz wird, auch wenn der soziale Abstand denkbar groß ist. Unter anderem lernt er den Schiedsrichter Chuck Ramkissoon kennen, mit dem er sich anfreundet. Chucks großer Traum ist es, ein Cricket-Stadion zu bauen und so den World Cup nach New York zu bringen. Lange Zeit will van den Broek nicht erkennen, wovon der Jamaikaner seinen Lebensunterhalt bestreitet, bis Chuck ihn nach einem Streit mit der Wahrheit konfrontiert. Der Schock bringt van den Broek endlich dazu – nachdem der Analyst auch seinem eigenen Leben bisher immer nur zugeschaut hat –, nach London umzuziehen und die Rettung seiner Ehe in Angriff zu nehmen.
In The Breezes untersucht O’Neill die Frage, wie viel Unglück ein Mensch ertragen kann, bevor er einknickt. Der Titel bezieht sich auf die Familie Breeze, deren Geschichte aus der Perspektive des Sohnes John erzählt wird. Vor vierzehn Jahren starb Johns Mutter Mary Breeze durch einen Blitzschlag, und die hinterbliebenen Familienmitglieder leben in dem Gefühl, dass sie damit ihr Maß an Unglück erlebt hätten. In dem Roman erzählt John Breeze in Rückblenden von zwei Wochen, in denen sich das Unglück im Leben von ihm, seinem Vater und seiner Schwester häuft. Er selbst arbeitet als Schreiner mit künstlerischen Ambitionen, schafft es jedoch nicht, die Stühle für seine erste Ausstellung fertigzustellen. Seine Schwester wird ihren Freund nicht los, der sie nur ausnutzt. Vor allem sein Vater hält die Familie mit scheinbar unerschütterlichem Optimismus zusammen, bis ihm die Arbeit gekündigt wird. O’Neill erkundet, wie weit ein religiöser Glauben Menschen, die nur auf konventionelle Weise gläubig sind, Halt gibt. Zum Schluss erkennen die Breezes jedoch jeder für sich eine Perspektive, wie sie ihr Leben fortsetzen können.
Im Jahre 2014 hat O’Neill „The Dog“ veröffentlicht, der in Dubai spielt. Der Roman erzählt aus der Ich-Perspektive die Geschichte eines amerikanischen Anwalts, der, nach dem ruinösen Ende einer langjährigen Beziehung, die Chance erhält, für ein fürstliches Salär als „Family Officer“ der schwerreichen und zugleich dubiosen Familie Batros zu fungieren. Vor diesem Hintergrund zeichnet der Autor, aus der Perspektive seines tragi-komischen Protagonisten, ein satirisches Bild des Emirats und des Lebens in der globalisierten Informationsgesellschaft.
Seine Kurzgeschichtensammlung Guter Ärger (Rowohlt, 2020) befasst sich inhaltlich mit den sozialpsychologisch wankelmütigen Gemütszuständen in der US-amerikanischen Mittelklasse und erhielt von der Literaturkritik Lob für „die Fülle seiner genauen Beschreibungen“.

## Werke

### Romane
- This Is the Life. Faber & Faber; Farrar Straus & Giroux, 1991.
- The Breezes. Faber & Faber, 1996.
- Netherland. Pantheon; Fourth Estate, 2008. (deutsch: Niederland. Nikolaus Stingl (Übersetzer). Rowohlt, Reinbek 2009. ISBN 978-3-498-05041-2)
- The Dog. Pantheon; Fourth Estate, 2014. (deutsch: Der Hund. Nikolaus Stingl (Übersetzer). Rowohlt, Reinbek 2016. ISBN 978-3-498-05043-6)
- Godwin. Pantheon; Fourth Estate, 2024. (deutsch: Godwin. Nikolaus Stingl (Übersetzer). Rowohlt, Hamburg 2024. ISBN 978-3-498-05048-1)

### Sachbuch
- Blood-Dark Track: A Family History. Granta Books, London 2001.

### Kurzgeschichten
- Good Trouble. Pantheon; Fourth Estate, 2018. (deutsch: Guter Ärger. Nikolaus Stingl (Übersetzer). Rowohlt, Hamburg 2020. ISBN 978-3-498-05047-4)

Aufgenommen in den Anthologien:
- David Marcus (Hrsg.): Phoenix Irish Short Stories. 1999.
- Caroline Walsh (Hrsg.): Dislocation: Stories from a New Ireland. Carroll & Graf, 2003.
- David Marcus (Hrsg.): Faber Book of Best New Irish Short Stories. Faber & Faber, 2007.

### Journalistische Arbeiten
- Archiv seiner Arbeiten für The Atlantic
- Teil 2 der Arbeiten für The Atlantic
- Archiv der Arbeiten für New York Magazine
- The Ascent of Man (Granta, Heft 72, Winter 2000)